# Nationals Park
El Nationals Park és un estadi de beisbol localitzat a Washington DC, Estats Units, i és la seu dels Washington Nationals, equip de les Grans Lligues de Beisbol. Està localitzat al costat del Riu Anacostia en el veïnat de Navy Yard/Near Southeast i va reemplaçar al RFK Stadium com la seu dels Nationals. És el primer estadi als Estats Units a comptar amb la certificació Leadership in Energy and Environmental Design, atorgada a les construccions "amigables" amb el medi ambient.
El primer partit oficial va ser efectuat entre els Nationals i els Atlanta Braves el 30 de març de 2008, dia en què es va inaugurar la temporada 2008 de les Grans Lligues a l'Amèrica del Nord, doncs ja s'havien jugat dos partits al Japó. Prèviament ja s'havien efectuat un joc de beisbol universitari i un joc d'exhibició.
Va ser dissenyat per HOK Sport juntament amb Devrouax & Purnell Architects and Planners, compta amb 41.888 seients i va tenir un cost de $611 milions. El Monument a Washington i el Capitoli dels Estats Units es poden veure des d'algunes zones de l'estadi.
El Nationals Park és l'escenari del Joc de les Estrelles del beisbol 2018.